# Harras (métro de Munich)
 (novembre 2024).
Si vous disposez d'ouvrages ou d'articles de référence ou si vous connaissez des sites web de qualité traitant du thème abordé ici, merci de compléter l'article en donnant les références utiles à sa vérifiabilité et en les liant à la section « Notes et références ».
Pour les articles homonymes, voir Harras.
Harras est une station de métro à Munich, en Allemagne. Située sur la ligne U6 du métro de Munich entre Implerstraße et Partnachplatz, elle a ouvert le 22 novembre 1975.